# Heimatschutzdivision
Die Heimatschutzdivision (HSchDiv) ist eine teilaktive Division des Heeres der Bundeswehr, die die Kräfte des Heimatschutzes bündelt. Sie ist truppendienstlich dem Kommando Heer unterstellt.

## Auftrag
Auftrag der Heimatschutzdivision und der Heimatschutzkräfte ist der Schutz Deutschlands sowie die Unterstützung ziviler Behörden und die Sicherung kritischer Infrastruktur. Operationsraum der Heimatschutzkräfte ist im Gegensatz zum Feldheer auch im Verteidigungsfall ausschließlich das deutsche Staatsgebiet.
Weitere Aufgaben sind Schutz- und Sicherungsaufgaben sowie der Objektschutz im Rahmen der Landes- und Bündnisverteidigung, Unterstützung beim Host Nation Support befreundeter Streitkräfte, Aufmarschunterstützung für NATO-Kräfte, Erhalt der inneren Sicherheit in Kooperation mit Polizei und Katastrophenschutz sowie in der Unterstützung des zivilen Katastrophenschutzes bei schweren Naturkatastrophen oder Unglücksfällen.
Jeder wehrrechtlich verfügbare Reservist kann in die Heimatschutzkräfte beordert werden. Der Aufwuchs wird durch eine für den Einsatz notwendige Ausbildung und Ausstattung lagegerecht begleitet. Regional zugeordnete Patentruppenteile unterstützen die Heimatschutzkräfte. Die Organisationsstrukturen berücksichtigen regionale Gegebenheiten und vorhandene personelle Potenziale. Sie können bei Bedarf flexibel angepasst werden.

## Gliederung
Die Heimatschutzdivision ist direkt dem Kommando Heer unterstellt. Die Heimatschutzdivision gliedert sich in sechs Heimatschutzregimenter. Alle Heimatschutzkompanien, die vor der Aufstellung der Heimatschutzdivision den jeweiligen Landeskommandos unterstellt waren, wurden jeweils einem Heimatschutzregiment zugeordnet.
Ein Heimatschutzregiment besteht jeweils aus einer Stabs- und Versorgungskompanie (Stabs-/VersKp; 1. Kompanie), einer Unterstützungskompanie (UstgKp; 2. Kompanie), einer Ausbildungskompanie (AusbKp; 3. Kompanie) und mehreren Heimatschutzkompanien, die zusätzlich eine regionale Bezeichnung tragen (z. B. 14./HSchRgt 1 „Schwäbische Alb“).

### Regimenter
- Heimatschutzregiment 1
- Heimatschutzregiment 2
- Heimatschutzregiment 3
- Heimatschutzregiment 4
- Heimatschutzregiment 5
- Heimatschutzregiment 6 (Aufstellung für Oktober 2025 geplant)

### Standorte
| Bezeichnung | Name          | Kompanie                 | Standort                | Land | Bemerkung                              |
| ----------- | ------------- | ------------------------ | ----------------------- | ---- | -------------------------------------- |
| HSchRgt 1   | 1./HSchRgt 1  | Stabs-/VersKp            | Roth                    | BY   |                                        |
| HSchRgt 1   | 2./HSchRgt 1  | UstgKp                   | Roth                    | BY   |                                        |
| HSchRgt 1   | 3./HSchRgt 1  | AusbKp                   | Roth                    | BY   |                                        |
| HSchRgt 1   | 4./HSchRgt 1  | HSchKp Unterfranken      | Volkach                 | BY   |                                        |
| HSchRgt 1   | 5./HSchRgt 1  | HSchKp Mittelfranken     | Nürnberg                | BY   |                                        |
| HSchRgt 1   | 6./HSchRgt 1  | HSchKp Oberfranken       | Hof                     | BY   |                                        |
| HSchRgt 1   | 7./HSchRgt 1  | HSchKp Niederbayern      | Bogen                   | BY   |                                        |
| HSchRgt 1   | 8./HSchRgt 1  | HSchKp Oberpfalz         | Kümmersbruck            | BY   |                                        |
| HSchRgt 1   | 9./HSchRgt 1  | HSchKp Schwaben          | Dillingen an der Donau  | BY   |                                        |
| HSchRgt 1   | 10./HSchRgt 1 | HSchKp Oberbayern        | Murnau am Staffelsee    | BY   |                                        |
| HSchRgt 1   | 11./HSchRgt 1 | HSchKp Donau-Pfalz       | Münchsmünster           | BY   |                                        |
| HSchRgt 1   | 12./HSchRgt 1 | HSchKp Odenwald          | Walldürn                | BW   |                                        |
| HSchRgt 1   | 13./HSchRgt 1 | HSchKp Oberrhein         | Bruchsal                | BW   |                                        |
| HSchRgt 1   | 14./HSchRgt 1 | HSchKp Schwäbische Alb   | Stetten am kalten Markt | BW   |                                        |
| HSchRgt 1   | 15./HSchRgt 1 | HSchKp Linzgau           | Pfullendorf             | BW   |                                        |
| HSchRgt 2   | 1./HSchRgt 2  | Stabs-/VersKp            | Münster                 | NW   |                                        |
| HSchRgt 2   | 2./HSchRgt 2  | UstgKp                   | Münster                 | NW   |                                        |
| HSchRgt 2   | 3./HSchRgt 2  | AusbKp                   | Münster                 | NW   |                                        |
| HSchRgt 2   | 4./HSchRgt 2  | HSchKp Rheinland         | Düsseldorf              | NW   |                                        |
| HSchRgt 2   | 5./HSchRgt 2  | HSchKp Ruhrgebiet        | Unna                    | NW   |                                        |
| HSchRgt 2   | 6./HSchRgt 2  | HSchKp Westfalen         | Ahlen                   | NW   |                                        |
| HSchRgt 2   | 7./HSchRgt 2  | HSchKp Saarland          | Saarlouis               | SL   |                                        |
| HSchRgt 2   | 8./HSchRgt 2  | HSchKp Hunsrück          | Baumholder              | RP   |                                        |
| HSchRgt 2   | 9./HSchRgt 2  | HSchKp Kurpfalz          | Germersheim             | RP   |                                        |
| HSchRgt 2   | 10./HSchRgt 2 | HSchKp Rheinland Pfalz   | Mainz                   | RP   |                                        |
| HSchRgt 3   | 1./HSchRgt 3  | Stabs-/VersKp            | Nienburg/Weser          | NI   |                                        |
| HSchRgt 3   | 2./HSchRgt 3  | UstgKp                   | Nienburg/Weser          | NI   |                                        |
| HSchRgt 3   | 3./HSchRgt 3  | AusbKp                   | Nienburg/Weser          | NI   |                                        |
| HSchRgt 3   | 4./HSchRgt 3  | HSchKp Solling           | Holzminden              | NI   |                                        |
| HSchRgt 3   | 5./HSchRgt 3  | HSchKp Nordheide         | Lüneburg                | NI   |                                        |
| HSchRgt 3   | 6./HSchRgt 3  | HSchKp Küste             | Wittmund                | NI   |                                        |
| HSchRgt 3   | 7./HSchRgt 3  | HSchKp Hannover          | Hannover                | NI   |                                        |
| HSchRgt 3   | 8./HSchRgt 3  | HSchKp Bremen I          | Bremen                  | HB   |                                        |
| HSchRgt 3   | 9./HSchRgt 3  | HSchKp Bremen II         | Bremerhaven             | HB   |                                        |
| HSchRgt 4   | 1./HSchRgt 4  | Stabs-/VersKp            | Alt Duvenstedt          | SH   |                                        |
| HSchRgt 4   | 2./HSchRgt 4  | UstgKp                   | Alt Duvenstedt          | SH   |                                        |
| HSchRgt 4   | 3./HSchRgt 4  | AusbKp                   | Alt Duvenstedt          | SH   |                                        |
| HSchRgt 4   | 4./HSchRgt 4  | HSchKp Ostsee            | Parow                   | MV   |                                        |
| HSchRgt 4   | 5./HSchRgt 4  | HSchKp Mecklenburg       | Schwerin                | MV   |                                        |
| HSchRgt 4   | 6./HSchRgt 4  | HSchKp Vorpommern        | Neubrandenburg          | MV   |                                        |
| HSchRgt 4   | 7./HSchRgt 4  | HSchKp Hamburg           | Hamburg                 | HH   |                                        |
| HSchRgt 4   | 8./HSchRgt 4  | HSchKp Schleswig         | Husum                   | SH   |                                        |
| HSchRgt 4   | 9./HSchRgt 4  | HSchKp Holstein          | Eutin                   | SH   |                                        |
| HSchRgt 5   | 1./HSchRgt 5  | Stabs-/VersKp            | Ohrdruf                 | TH   |                                        |
| HSchRgt 5   | 2./HSchRgt 5  | UstgKp                   | Ohrdruf                 | TH   |                                        |
| HSchRgt 5   | 3./HSchRgt 5  | AusbKp                   | Ohrdruf                 | TH   |                                        |
| HSchRgt 5   | 4./HSchRgt 5  | HSchKp Nordhessen        | Frankenberg (Eder)      | HE   |                                        |
| HSchRgt 5   | 5./HSchRgt 5  | HSchKp Mittelhessen      | Wiesbaden               | HE   |                                        |
| HSchRgt 5   | 6./HSchRgt 5  | HSchKp Südhessen         | Wiesbaden               | HE   |                                        |
| HSchRgt 5   | 7./HSchRgt 5  | HSchKp Thüringen         | Erfurt                  | TH   |                                        |
| HSchRgt 5   | 8./HSchRgt 5  | HSchKp Sachsen           | Dresden                 | SN   |                                        |
| HSchRgt 6   | 1./HSchRgt 6  | Stabs-/VersKp            | Altengrabow             | ST   | Aufstellung für Oktober 2025 geplant   |
| HSchRgt 6   | 2./HSchRgt 6  | UstgKp                   | Altengrabow             | ST   | Aufstellung für Oktober 2025 geplant   |
| HSchRgt 6   | 3./HSchRgt 6  | AusbKp                   | Altengrabow             | ST   | Aufstellung für Oktober 2025 geplant   |
| HSchRgt 6   | 4./HSchRgt 6  | HSchKp Berlin I          | Berlin                  | BE   | Unterstellung für Oktober 2025 geplant |
| HSchRgt 6   | 5./HSchRgt 6  | HSchKp Berlin II         | Berlin                  | BE   | Unterstellung für Oktober 2025 geplant |
| HSchRgt 6   | 6./HSchRgt 6  | HSchKp Brandenburg I     | Potsdam                 | BB   | Unterstellung für Oktober 2025 geplant |
| HSchRgt 6   | 7./HSchRgt 6  | HSchKp Brandenburg II    | Potsdam                 | BB   | Unterstellung für Oktober 2025 geplant |
| HSchRgt 6   | 8./HSchRgt 6  | HSchKp Sachsen-Anhalt I  | Magdeburg               | ST   | Unterstellung für Oktober 2025 geplant |
| HSchRgt 6   | 9./HSchRgt 6  | HSchKp Sachsen-Anhalt II | Klietz                  | ST   | Unterstellung für Oktober 2025 geplant |

## Geschichte
Die Aufstellung der Heimatschutzdivision wurde im November 2024 erstmals öffentlich und im Januar 2025 offiziell verkündet. Die Division wurde am 14. März 2025 als teilaktive Division in der Julius-Leber-Kaserne in Berlin aufgestellt. Sie ist neben der Division Schnelle Kräfte, der 1. Panzerdivision und der 10. Panzerdivision die vierte Division im deutschen Heer. Bereits zum 13. Dezember 2024 wurde ein Aufstellungsstab, am 1. Januar 2025 der Stab der Heimatschutzdivision in Dienst gestellt. Erster Kommandeur der Heimatschutzdivision wurde der bisherige stellvertretenden Befehlshaber des Territorialen Führungskommandos der Bundeswehr Generalmajor Andreas Henne.
Seit 1. April 2025 sind alle bestehenden Heimatschutzregimenter und Heimatschutzkompanien der Heimatschutzdivision unterstellt. Geplant ist mittelfristig die Aufstellung von bis zu zwölf Heimatschutzregimentern.

## Kommandeure
| Name                       | von          | bis | Anmerkungen                                                                             |
| -------------------------- | ------------ | --- | --------------------------------------------------------------------------------------- |
| Generalmajor Andreas Henne | 1. Apr. 2025 |     | Zuvor stellvertretender Befehlshaber des Territorialen Führungskommandos der Bundeswehr |